# Canot-patrouilleur 80
Le canot-patrouilleur 80 (canot patr 80) ou P-80 (en allemand : Patrouillenboot 80; en italien : battello pattugliatore 80) est une classe de 11 patrouilleurs de l'Armée suisse mise en service en 1982. La classe est également connue sous le nom d'Aquarius. Les bateaux ont remplacé les neuf canot-patrouilleur 41 entre 1982 et 1983. Après avoir été soumis à un programme de maintien de la valeur en 1998, les bateaux ont été désignés canot-patrouilleur 80/98. Ils ont été remplacés par quatorze canots-patrouilleurs 16 entre 2019 et 2021.

## Engagement
Le P-80, transportable par remorque, pouvait être engagé sur les différents lacs et cours d'eau de Suisse.
A leur mise en service, les canots-patrouilleurs 80 étaient engagés par les trois compagnies de canots à moteurs issues de l'organisation de l'armée de 1961 (Armée 61) : 
- Mot Boat Kp III/47 (Lac de Constance), Genieabteilung 47, Grenzbrigade 7 (Gz Br 7)
- Cp motoscafi V/49 (Lac Majeur et Lac de Lugano), Gruppo del genio 49, Brigata frontiera 9 (Br fr 9)
- Cp canots mot 10 V/50 (Lac Léman), Groupe du génie 50, brigade frontière 1 (Br fr 1)

Lors de la réforme de l'armée de 1995 (Armée 95), les trois compagnies de bateaux à moteur, qui s'appelaient désormais Cp canots mot 15 (Lac Léman), Mot Boot Kp 43 (Lac de Constance) et Cp motoscafi 96 (Lac Majeur et Lac de Lugano), ont été chargés de soutenir les divisions territoriales et le Corps des gardes-frontière, d'effectuer la surveillance maritime et les contrôles des bateaux ainsi que de la reconnaissance (surveillance radar et collecte de renseignements). Depuis 1995 également, la formation des fusilier de bord (Bootsschütze) se déroule à l'École du génie 73 (G UOS/RS73) à Brugg. La Formation d’application du génie et du sauvetage (LVbG/Rttg) ou l'École du génie 74 (GSchule74) assurent également la formation d'équipage au profit d'autres utilisateurs du canot patr 80/89 comme la Direction générale des douanes, le Corps des gardes-frontière et d'autres organisations partenaires du Réseau national de sécurité (RNS) comme les formations ad hoc des corps de police cantonaux.
Lors de la réorganisation de 2004 (Armée XXI), les trois compagnies ont été fusionnées en une seule. La compagnie de canots à moteur 10 (de) (Cp canots mot 10) a pour tâches d'assurer la surveillance des eaux frontalières et des eaux intérieures, l'appui aux militaires engagés dans des activités dans ou sur l’eau et l'appui aux gardes-frontière et aux organisations de police civile dans le cadre des engagements subsidiaires de sécurité.

## Développement
Le patrouilleur 80 a été conçu par le Groupement de l'armement (de) (GDA) (Gruppe für Rüstungsdienste) du Département militaire fédéral (DMF) et a été construit par le constructeur de bateaux Müller AG à Spiez.

## Description
La construction est de type sandwich en plastique renforcé de fibre de verre (PRV / GFK) et en mousse Airex. La couche de mousse de la structure sandwich rend le bateau insubmersible et empêche sa perte en cas d'immersion totale. La coque en V ou en bouchain vif est basée sur une coque de bateau de police qui a fait ses preuves, offrant une bonne navigabilité et stabilité dans les conditions des lacs suisses.
Le bateau comprend trois compartiments fermés (poste de pilotage équipée de verre pare-balles, cabine avec table à carte, table à manger, petite cuisine, toilette) et cabine de proue avec couchettes) et un pont arrière ouvert avec un franc-bord important. Le canot-patrouilleur 80/89 est très rapide et maniable grâce à la propulsion Z (Z-drive) de ses deux moteurs Diesel marin usuels. Il a une autonomie de 24 heures et un rayon d'action d'environ 350 km (exploitation mixte). Il est armé de deux mitrailleuses lourdes Mitr 64 12,7 mm à l'avant et à l'arrière. Au combat, le bateau est opérationnel 24 heures sur 24, chaque membre d'équipage disposant d'un propre poste de combat. Le canot dispose de places de couchage pour la moitié de l'équipage parce que les opérations de surveillance de longue durée sont assurées par deux gardes qui font des rotations sur 24 heures. Le bordé extérieur du bateau est gris souris. Cette couleur donne le meilleur effet de camouflage sur les lacs suisses.
L'équipage est composé de 6 ou 7 fusiliers de bord soit d'un commandant (sous-officier), d'un barreur, d'un navigateur, d'un opérateur radio, de deux mitrailleurs et d'un mitrailleur auxiliaire qui s'occupe du ravitaillement en munitions. Le commandant, le barreur et le navigateur sont assis l'un à côté de l'autre dans la timonerie. À bord, en plus de l'équipage, il y a de la place pour cinq ou six soldats entièrement équipés.

### Données techniques du canot-patrouilleur 80
- Fabricant : Bootswerft Müller AG, Spiez[N 2]
- Longueur : 10,7 m
- Largeur : 3,28 m
- Hauteur : 3,78 m
- Poids : 5,15 t
- Profondeur d'eau mini requise : 0,9 m (manœuvre au ralenti
- Vitesse : 65 km/h
- Matériaux de la coque : éléments sandwich en plastique renforcé de fibre de verre (PRV / GFK) / mousse Airex
- Matériaux de construction : contreplaqué marin / PRV
- Moteur : 2 x Volvo Penta AQ260 A
- Réservoir : 500 l
- Équipage : 6-7 fusiliers de bord
- Capacité : 12 ho armés (avec l'équipage)
- Équipement : Radar de navigation, radio SE412 avec SVZ-B[1], écho-sondeur[1], appareil à image thermique 90 (WBG 90)[1] (PA 1991), éventuellement annexe avec moteur hors-bord
- Armement : 2 mitrailleuses Mg 64 de 12,7 mm à l’avant et à l’arrière.
- Transportable par remorque
- Programme d'armement 1980, livraison de 1982 à 1983.

| Moteur              | AQ260 A/280B       |
| Carburant           | essence            |
| Puissance           | 260 ch (191,1 kW)  |
| Cylindrée           | 5,74 L             |
| Cylindres           | V8                 |
| Alésage/course      | 102,0 mm / 88,0 mm |
| Taux de compression | 8,5 : 1            |

### Données techniques du canot-patrouilleur 80/89
En 1998, les canot-patrouilleur 80 ont été soumis à un programme de maintien de la valeur, ils alors ont été désignés canot-patrouilleur 80/98. Ils ont notamment reçu un nouveau radar, une nouvelle radio et deux nouveaux moteurs Diesel Volvo Penta KAD42P-A Z-drive DuoProp de 230 ch chacun. La longueur totale est donc passée à 10,94 m.
- Longueur : 10,94 m
- Largeur : 3,28 m
- Hauteur : 3,78 m
- Poids : 5,15 t
- Profondeur d'eau mini requise : 1,1 m (manœuvre au ralenti)
- Vitesse : 65 km/h
- Matériaux de la coque : éléments sandwich en plastique renforcé de fibre de verre (PRV / GFK) / mousse Airex
- Matériaux de construction : contreplaqué marin / PRV
- Moteurs : 2 x Volvo Penta KAD 43 P-A
- Entraînements : Z-drives DuoProp avec jeu d'hélices B4 et power trim
- Réservoir : 500 l
- Équipage : 6-7 fusiliers de bord
- Capacité : 12 ho armés (avec l'équipage)
- Équipement : Radar de navigation Swiss Radar JFS 364, radio SE435[1], écho-sondeur, GPS, appareil à image thermique 90 (WBG 90), éventuellement annexe avec moteur hors-bord
- Armement : 2 mitrailleuses Mg 64 de 12,7 mm à l’avant et à l’arrière.
- Transportable par remorque
- Programme de maintien de la valeur en 1998

| Moteur              | KAD42P-A          |
| Propulsion          | Z-drive           |
| Carburant           | Gazole            |
| Puissance           | 230 ch (170 kW)   |
| Cylindrée           | 3,6 L             |
| Cylindres           | 6                 |
| Alésage/course      | 92,0 mm / 90,0 mm |
| Taux de compression | 17,8 : 1          |

## Liste des vedettes
- M+1011 Venus
- M+1012 Mars
- M+1013 Saturn
- M+1014 Uranus
- M+1015 Sirius
- M+1016 Orion
- M+1017 Perseus
- M+1018 Antares
- M+1019 Castor
- M+1020 Pollux
- M+1021 Aquarius

### Pavillon
Les patrouilleurs de la compagnie de bateaux à moteur, qui patrouillent les voies navigables intérieures, arborent le pavillon maritime au lieu du drapeau national carré habituel, qui est également utilisé par la Marine marchande suisse de haute-mer et qui a un rapport hauteur / largeur de 2:3.

## Fin de service
Remplacés par le canot-patrouilleur 16 entre 2019 et 2021, des canot-patrouilleur 80/89 ont été mis en vente avec leur remorque par le DDPS via RUAG, notamment Mars (M1012, N/C 17, 1981),, Sirius (M1015, N/C 21, 1982),, Perseus (M1017, N/C 22, 1983),, Castor (M1019, N/C 24, 1983) et Pollux (M1020, N/C 25, 1983),.

### Musée
Retiré du service en 2020, le patrouilleur 80/98 Venus (M1011, 1981) a été remis au Schweizerisches Militärmuseum Full à Full-Reuenthal en janvier 2021.